# Rosso Istanbul
Rosso Istanbul (İstanbul Kırmızısı) è un film del 2017 diretto da Ferzan Özpetek, ispirato all'omonimo romanzo scritto dallo stesso Özpetek e pubblicato nel 2013.
Girato in lingua turca con un cast composto interamente da attori turchi, Özpetek torna a girare un film a Istanbul, 16 anni dopo la sua seconda opera Harem Suare.

## Trama
Deniz Soysal, regista turco di fama internazionale, affida le bozze del libro che sta per ultimare a un suo concittadino trasferitosi a Londra, perché gli faccia da editor. Orhan Sahin, questo il suo nome, ritorna quindi dopo vent'anni di volontaria assenza a Istanbul, la città che aveva lasciato seppellendo ricordi e ambizioni, ma nell'albergo che aveva prenotato, Orhan non arriverà mai: Deniz ha deciso di ospitarlo nella sua villa che affaccia sulla riva asiatica del Bosforo, dove vive con la madre, un fratello e alcune persone della servitù. Orhan cerca di concordare con Deniz una scaletta di lavoro, ma a quest'ultimo preme di fargli conoscere dal vivo i personaggi che ha descritto, in maniera più o meno romanzata, nel libro che sta preparando. Uno alla volta, appaiono sullo schermo l'anziana ma affascinante madre del regista, la bellissima e misteriosa Neval, da sempre sua amica del cuore, uno dei suoi vecchi amanti che organizza un ricevimento in un grattacielo con vista mozzafiato sulla città, un fratello pittore fallito.
Con la complicità di una bottiglia di vodka, una sera Deniz e Orhan si ritrovano all'esterno della villa a chiacchierare scambiandosi ricordi e confidenze, emozioni e punti di vista ma Orhan, non più abituato all'alcool, ben presto si assopisce e si risveglia la mattina dopo da solo. A colazione ritrova i personaggi che ha conosciuto, manca solo Deniz che sembra scomparso nel nulla, senza lasciare nessun avviso. In seguito alla scomparsa di Deniz, Orhan si trova progressivamente ma inesorabilmente coinvolto nella vita del regista, e i protagonisti del libro incompiuto entrano prepotentemente nella sua vita; quasi intrappolato nella vita dell'altro, Orhan finisce per riscoprire sentimenti che credeva morti per sempre. Il film presenta una narrazione lenta in un'atmosfera rarefatta e quasi onirica, sebbene siano presenti anche scene di grande tensione emotiva.

## Produzione
Le riprese dovevano cominciare a settembre 2015, ma dopo vari ritardi, dovuti alla delicata situazione politica/sociale della città turca, le riprese sono incominciate ufficialmente il 12 aprile 2016, per un totale di sette settimane. Le sequenze hanno avuto luogo interamente a Istanbul, ma in alcune zone, per motivi di sicurezza, non è stato possibile girare. Il film è costato 5 milioni e mezzo di euro. La villa nella quale soggiorna il protagonista si trova sulla riva orientale del Bosforo, sotto il ponte di Fatih Sultan Mehmet.

## Promozione
Il 22 ottobre 2016, il regista ha presentato una breve anteprima del film al MIA (Mercato Internazionale dell'Audiovisivo), che si tiene ogni anno durante la Festa del Cinema di Roma.

## Distribuzione
Il film è stato distribuito in contemporanea nelle sale cinematografiche turche e italiane. In Italia è stato distribuito da 01 Distribution il 2 marzo 2017, mentre in Turchia il 3 marzo.

## Riconoscimenti
- 2017 - Ciak d'oro
  - Candidatura per la Migliore colonna sonora a Giuliano Taviani e Carmelo Travia
- 2017 - Nastro d'argento
  - Candidatura per il Miglior regista a Ferzan Ozpetek
  - Candidatura per la Migliore colonna sonora a Giuliano Taviani e Carmelo Travia
  - Candidatura per la Migliore fotografia a Gian Filippo Corticelli